# Psammophis lineatus
Espèce
Synonymes
- Dryophylax lineatus
Duméril, Bibron & Duméril, 1854
- Dromophis lineatus
(Duméril, Bibron & Duméril, 1854)

Psammophis lineatus est une espèce de serpents de la famille des Lamprophiidae. 

## Répartition
Cette espèce se rencontre quasiment partout en Afrique sauf dans les pays bordant la Mer Méditerranée.

## Étymologie
Le nom spécifique lineatus vient du latin lineatus, rayé, en référence à l'aspect de ce serpent.

## Publication originale
- Duméril, Bibron & Duméril, 1854 : Erpétologie générale ou histoire naturelle complète des reptiles. Tome septième. Deuxième partie, p. 781-1536 (texte intégral).